# Elena Liliana Popescu
Elena Liliana Popescu (* 20 de julio de 1948, Turnu Măgurele, Teleorman, Rumania) es profesora, poeta, traductora y editora rumana. 
Es licenciada y doctora en matemática, por la Universidad de Bucarest, de la que actualmente, es profesora. Está casada con el académico Nicolae Popescu, matemático rumano, y tienen tres hijos. Después de 1989, inicia una actividad en el periodismo rumano con ensayos de interés general, así como artículos contemporáneos sobre temas sociales y políticos. Elena Liliana Popescu es miembro de la Unión de Escritores de Rumania, sección de Poesía. 
Graduado del colegio Bogdan Petriceicu Haşdeu, de Buzău (1960 - 1965), siguió los cursos de la Facultad de Matemática y Informática, dentro de la Universidad de Bucarest (1965-1970). Es doctor en Matemáticas, especialidad Álgebra, desde 1981.

## Actividad profesional
Actualmente es catedrática en el Departamento de Informática, Facultad de Matemática y Informática, Universidad de Bucarest.

### Publicaciones
Es autora (sola o en colaboración) de algunos trabajos científicos şi didácticos (5 libros şi más de 25 de artículos publicados en revistas de especialidad (en Rumania y en el extranjero), citados en más de 150 trabajos científicos y monografías publicados en Rumania y en el extranjero.

## Actividad literaria
Su actividad literaria se orienta sobre todo hacia la poesía original y la traducción de literatura poética, filosófica y espiritual del mundo. 
Tiene publicados más de treinta libros de poesía. Sus poemas han sido traducidos al inglés, español, francés, italiano, portugués, neerlandés, serbo-croata, alemán, chino, latino, húngaro, catalán, sardo y urdu, y publicados en varias revistas impresas y de Internet, tanto en Rumania como en el exterior (Argelia, Argentina, Australia, Bangladés, Bolivia, Brasil, Canadá, Chile, Colombia, Cuba, Alemania, España, Estonia, EE. UU., India, Hungría, México, Nicaragua, Pakistán, Serbia, Taiwán, Uruguay).
Ha publicado artículos y traducciones en revistas literarias de Rumania y del extranjero, (Alemania, EE. UU., Colombia, España, Nicaragua). Ha traducido al rumano de las obra de más de 90 autores clásicos y contemporáneos, poetas y narradores.
Premios y distinciones literarios: Diploma y mención de honor en el Festival Internacional de Poesía de Uzdin (Serbia, 1997); Primer Premio en el Festival de Poesía “Novalis” (Alemania, 1998); Diploma y mención en el X Certamen de Poesía “Leonardo Cercós”, Palma de Mallorca (España, 2007); Diploma de reconocimiento y mérito, otorgada por la Embajada de España en Bucarest, Rumanía (2011).

## Libros publicados

### Poesía
• Tie (A Ti, Editorial de la Universidad de Bucarest, 1994);
• Tarâmul dintre gânduri (El reino de entre los pensamientos, Editorial de la Universidad de Bucarest, 1997);
• Cânt de Iubire/ Song of Love (Canto de Amor, Editorial Herald, 1999), versión bilingüe en rumano e inglés, traducido por Adrian G. Sahlean; 
• Imn Existentei (Himno a la Existencia, Editorial Herald, 2000), poemario en homenaje al poeta romántico Mihai Eminescu, de Rumania;
• Cânt de Iubire/ Pesma Liubavi, versión bilingüe, traducido del rumano por el poeta serbio Draga Mirjanič, (Editorial Savez Srba u Rumuniji, 2001);
• Pelerin (Peregrino, Editorial Dacia, 2003);
• Peregrino (Editorial Empireuma, Orihuela, España, 2004, versión bilingüe en rumano y español, traducido por Joaquín Garrigós;
• Cuan grande es la tristeza (Como el rayo, Alicante, España, 2005), traducido al español por Joaquín Garrigós y Dan Munteanu Colán, selección e ilustración por Ramón Fernández; 
• Un solo canto (Poéticas, Argentina, 2005), traducido al español por Joaquín Garrigós y Dan Munteanu Colán;
• 愛之頌 (La versión en chino de Canto de Amor, Taipéi, Taiwán, 2006), traducido por el poeta Lee Kuei-shien; 
• Himno a la Existencia (Linajes Editores, México, 2006), traducido al español por Joaquín Garrigós y Adrian Mac Liman; 
• Cât de aproape... - Lo cerca que estabas... (Pelerin, Bucarest, 2007), traducido al español por Joaquín Garrigos şi Dan Munteanu Colán;
• Cânt de Iubire - Song of Love (Editorial Pelerin, Bucarest & Editorial Lumina Lină, NY, EE. UU, 2007), 2-edición revisada, al inglés por Adrian G. Sahlean; 
• Unde eşti, Timp? (Tiempo, ¿donde estás?, Editorial Curtea veche, Bucarest, 2007);
• Poeme (Poemas, Lahore, Pakistán, 2008), versión bilingüe, en rumano y urdu, traducido al urdu por Alla Ditta Raza Choudary;
• Peregrino  (Brasil, 2009), versión portuguesa of Pelerin (Pilgrim) por Luciano Maia;
• Dacă - un singur poem (Si se pudiera - un solo poema, Editorial Pelerin, Bucarest, 2009), versión multilingüe, en rumano y en 42 otras idiomas distintos;
• Song of Love - 愛之頌 (Taipéi, Taiwán, 2010), versión bilingüe, en inglés y chino, traducido al inglés por Adrian George Sahlean; traducido al chino por el poeta Lee Kuei-shien;
• Hymn to the Life (Taipéi, Taiwán, 2011), versión china por el poeta Lee Kuei-shien;
• Além do azul • Dincolo de azur (de Luciano Maia y Elena Liliana Popescu, Smile, Brasil, 2012), versión bilingüe en rumano y portugués, en colaboración
• Trei Poeme din Europa - Three Poems from Europe (Editorial Pelerin, București, 2013), versión multilingüe, en rumano y en 41 otras idiomas distintos hablados en Europe;
• Cânt de Iubire - Song of Love - Chanson d’Amour (Editorial Pelerin, București & Editorial Destine Literare, Montreal, Canadá, 2013,  versión trilingüe en rumano, inglés y portugués),  al inglés por Adrian George Sahlean;
• Cânt de Iubire - Canto de Amor (Editorial Trilce, Salamanca, Spania, 2014), versión bilingüe en rumano y español, al español por Joaquín Garrigós y Moisés Castillo, ilustraciones por Miguel Elías
• Dacă ai ști - 22 x 29 (22 poemas en 29 lenguas, Editorial Pelerin, Bucarest, 2015);  
• Doar tăcerile - Csak a hallgatásokat (Editorial Europrint, Oradea, 2015), al húngaro por Irén P. Tóth;  
• Trei Poeme din Europa - Three Poems from Europa (Sud Est Top Production, Bucarest, 2016), libro audio multilingüe en las lenguas de la Unión Europea;
• Canto d'amore (Ed. Pellicano, Roma, Italia, 2016), versión bilingüe en rumano e italiano, al italiano por Stefano Strazzabosco;
• Dacă(Si se pudiera, Editorial Pelerin, 2017), versión multilingüe (80 idiomas distintos);
• Clipa aceea (Ed. Eikon, București, 2018);
• Imn Existenţei - Inno all'Esistenza (Edizioni Rediviva, Milano, Italia, Collana Phoenix, 2018), versión bilingüe en rumano e italiano, al italiano por Antonio Buozzi y Luca Cipolla;
• 季節 (Estaciones, Showwe Information Co. Taipei, Taipéi, Taiwán, 2019), en chino por Lee Kuei-shien;
• Pentru a te găsi - Para encontrarte (Editorial Trilce, Salamanca, España,  2019), versión bilingüe en rumano y español, traducido por Joaquín Garrigós; ilustraciones por Miguel Elías, prefacio de Alfredo Pérez Alencart;
• Primăvara acestei clipe (Primavera de ese instante, Pelerin, 2019, ilustraciones de Miguel Elías; prólogo de Timotei Prahoveanul; epílogo de Pr. Ion Popescu y Dan Cristian Popescu);
• Cânt de Iubire - Szerelmes Dal (Canto de Amor, Ed. eLiteratura, 2020); edición bilingüe, traducido por Irén P. Tóth;
• Pelerin - Zarándok (Peregrino, Ed. eLiteratura, 2020),  edición bilingüe, traducido por Irén P. Tóth;
• Imn Existenței - Hino à Existência (Expressão Gráfica e Editora, Fortaleza, Ceara, Brazilia, 2021),  edición bilingüe, traducción de Luciano Maia, prólogo de Raúl Lavalle, epílogo de Gheorghe Glodeanu;
• No instante do encontro (În clipa regăsirii, Ed. Labirinto, 2021, Fafe, Portugalia), traduccion y prólogo de Victor Oliveira Mateus; 
• De ce? (Ed. Eikon, 2021), volum multilingv (24 de limbi), prólogo de Horia Gârbea; epilogo por Dușița Ristin;
• נשמה לידער (Poemas del alma, Mihai Eminescu y Elena Liliana Popescu, Saul Leizer, Ed. Saga, Israel, 2021), selección y traducción al yiddish por Saul Leizer;
• Cânt de Iubire - Canto de Amor (Ed. eLiteratura, Bucarest, 2022); volumen bilingüe, traducción al portugués de Luciano Maia, prólogo de Alfredo Pérez Alencart, epílogo de Joaquín Garrigós;  
• Tu - You (Ed. Pelerin, Bucarest, 2023), volumen multilingüe (50 idiomas), prefacio de Dariusz Pacak, epílogo de Dagmar Mária Anoca;
• Acropolis (Ed. Pelerin, Bucarest, 2023), volumen multilingüe (25 idiomas), prefacio de Theodor Damian, epílogo de Anca Irina Ionescu;
• Pelerin – Pellegrino (Ed. eLiteratura, Bucarest, 2023), volumen bilingüe, en italiano de Luca Cipolla, prefacio de Antonio Buozzi

### Traducciones
• Introspecţia (Introspección, del inglés, Editorial Axis Mundi, 1993);
• Viata Impersonală (La vida impersonal, Editorial Papirus, 1994);
• Inteleptul de la Arunachala (El sabio de Arunachala, del inglés, Vol. I, Editorial Herald, 1997);
• Inteleptul de la Arunachala (El sabio de Arunachala, del inglés, Vol. II, Editorial Herald, 1997);
• Caosmos. Katharsis nu doar pentru mine (Caosmos. Una catarsis no sólo para mi, del español, de Moisés Castillo Florián, Editorial Dacia, 2002);
• Introspecţia. Poeme (Introspección. Poemas, de Ramana Maharshi, del inglés, Editorial de la Asociación Literaria Ţie, 2004);
• Poesías (de Theodor Damian, del rumano, en colaboración, Editorial Lumina Lină, EE. UU., 2005);
• Frumuseţea Tandreţei (La belleza de la Ternura, de Lee Kuei-shien, del inglés, Editorial Pelerin, Bucarest, 2006);
• Viaţa Impersonală (La vida impersonal, autor anónimo, del francés , 2-edición revisada, Editorial Pelerin, Bucarest, 2007);
• Harpă de umbră şi lumină (Arpa de sombra y lumbre, de Lina Zerón, del español, Editorial Pelerin, Bucarest, 2007);
• Gânduri peregrine (Pensamientos peregrinos, de Hugo Gutiérrez Vega, del español, Editorial Pelerin, Bucarest, 2009);
• Visul apei (Sueño del Aqua, de Ana Maria Vieira, Editorial Pelerin, Bucarest, 2012), del español ( con Vlad Copil);
• Ora amurgului (Hora del Crepúsculo, de Lee Kuey-shien, Editorial Pelerin, Bucarest, 2012), del inglés ( con Vlad Copil);
• Tablou de cenuşă - Cuaderno de ceniza (de André Cruchaga, El Salvador, 2013), del español, en colaboración (con Andrei Langa, Elisabeta Botan y Alice Valeria Micu);
• Seva Antipozilor - Savia de las Antípodas (de Alfredo Pérez Alencart y Miguel Elías, Editorial Pelerin, Bucarest, 2014), del español;
• 20 Love Poems to Chile (de Lee Kuei-shien, Six Languages Edition: Chinese-Taiwanese-English-Spanish-Russian-Romanian,  Taiwán, 2015), del inglés  (con Vlad Copil);
• Periya Puranam - Din vieţile a 63 de sfinţi shivaiţi (de Sekkizhar, Ed. Vidia, 2018), del inglés (cu Georgeta Thiery);

• Existență sau non-existență (de Lee Kuei-shien, din engleză, Ed. 24:ore, Iași, 2019), del inglés;
• Libertăți în diversitate (Libertades en diversidad, de Lee Kuei-shien, Ed. Pelerin, Bucarest, 2019), del inglés;  
• Catorze poemas e um artigo (de António Salvado em Português e em Romeno, Castelo Branco, Portugal, 2021), del portugués;
• Micul prinț, prietenul meu(El principito, amigo mío, de András Bandi, Ed. Pelerin, 2021), traducción del húngaro (con András Bandi), prólogo, edición;
• Adunarea râurilor (Asamblea de los ríos, de Luciano Maia, Ed. Pelerin, 2021), traducción del español y portugués, prefacio y edición;
• Gitanjali: Ofrandă de Cânturi (Ofrenda de canciones, por Rabindranath Tagore, Ed. Eikon, 2023), traducción del inglés, prólogo y edición, epílogo de Dușița Ristin

### Volúmenes colectivos
• Beyond the Orizon (Más allá del Horizonte, EE. UU., 1998);
• O antologie a poetelor din România (Antología de las poetas mujeres desde Rumania, Bucarest, 2000); 
• A la sombra del tigre. Cartografía poética del mundo latino (México, 2003);
• Stareţul Daniil Sandu Tudor (Vatra Dornei, 2004); 
• Poemas de Lucian Blaga, Luciano Maia y Elena Liliana Popescu (Buenos Aires, 2005);
• Conjuro de Luces (México, 2006);
• Memoria poética (Managua, Nicaragua, 2006);
• Agenda poética del año 2008 (Linajes y Amarillo Editores, México, 2007);
• Inventario azul (Perú, 2009), antología de poesía editada por Félix Hugo Noblecilla Purizaga y Wilma Borchers (Chile);
• Zborul cuvintelor - Fluturimi i fjalëve (El vuelo de las palabras, Bucarest, 2009), antología bilingüe en rumano y albanés, al albanés por Baki Ymeri;
• Memoria poética (Managua, Nicaragua, 2010);
• Şiir her yerdedir (Estambul, Turquía, 2010), antología bilingüe en inglés y turco;
• El color de la Vida (Poetas del mundo celebran a Cristóbal Gabarrón, edición de Jesús Fonseca Escartín, Salamanca, España, 2012);
• An Anthology of World's Woman Poetry (antología de 7 poetas mujeres desde 7 países distintos del mundo, Taiwán, 2013), libro editado en chino por el poeta y translator Lee Kuei-shien;
• Um extenso continente II - A Ilha (RVJ - Editores,  Castelo Branco, Portugal, 2014), volumen dedicado al poeta António Salvado;
• Lo más oscuro (de Alfredo Pérez Alencart, Trilce Ediciones, España, 2015);
• Flame Tree Are in Blossom  (antología multilingüe, Taiwán, 2015);
• Lingua di Lago  (Sirmio International Poetry festival, Cuaderno 1, 2017): 
• Dhaka Anthology of World Poetry (Adorn Publications, Daca, Bangladés, 2018), antología de poesía en inglés editada de Aminhur Rahman y Bilkis Mansour;
• Pieta, Eine Auswahl rumänischer Lyrik, Dionysos, Boppard, 2018;
• Poetry from Balkans (by The Balkan Writers and Fahredin B. Shehu; Williams S. Peters Sr.Inner child Press, USA, 2018);
• București, dincolo de timp (Bucharest, más allá del tiempo, antología de poesía, Ed. Neuma, Cluj-Napoca, 2018);
• Dan Slușanschi – portret de clasicist (Ed. Ratio et Revelatio, 2019), volumen editado por Ana-Maria Răducan y Florin-George Călian

### Ediciones cuidados
• Introspecţia (1993);
• Viaţa impersonală (1994);
• Zborul. Vis şi Destin (Vuelo. Sueño y Destino, Editorial Hermes, Bucarest, 1999), del poeta y piloto George Ioana, su padre;
• Înţeleptul de la Arunâchala, los volúmenes I-II (1997); 
• Caosmos. Katharsis nu doar pentru mine (2003); 
• Introspecţia. Poeme (2004); 
• Frumuseţea Tandreţei (2006); 
• Viaţa Impersonală (2007); 
• Harpă de umbră şi lumină (2007);
• Gânduri peregrine (2009);
• Cosmos uman (Cosmos humano, de Victor Săhleanu, Editorial Pelerin, Bucarest, 2009), prólogo, notas;
• Nicolae Popescu – Omul • Matematicianul • Mentorul (Nicolae Popescu - Hombre • Matemático • Mentor, Editorial de la Universidad de Bucarest, 2011), prólogo, notas;
• Ora Amurgului (prólogo, notas; cuidado de la edición, 2012);
• Visul Apei (prólogo, notas; cuidado de la edición, 2012);
• Além do azul - Dincolo de azur(prólogo, notas; cuidado de la edición, 2012) (în colaborare cu Luciano Maia);
• Trei Poeme din Europa - Three Poems from Europa (prólogo, notas; cuidado de la edición, 2013);
• Cânt de Iubire - Song of Love - Chanson d’Amour(Pelerin, București & Editura Destine Literare, Montreal, 2013), notas; cuidado de la edición;
• Starea a patra - Turiya (Pelerin, București, 2013), prólogo, notas; cuidado de la edición;
• Seva Antipozilor - Savia de las Antípodas (Pelerin, București, 2014), prólogo, notas; cuidado de la edición;
• Dacă ai ști - 22 x 29(cuidado de la edición, 2015);
• Dacă(80 de limbi, Ed. Pelerin, 2017),prólogo, notas; cuidado de la edición;
• Periya Puranam - Din viețile a 63 de sfinți shivaiți(de Sekkizhar; prólogo, notas; cuidado de la edición, 2018);
• Înțeleptul de la Arunachala (Convorbiri cu Ramana Maharishi; prólogo, notas; cuidado de la edición, 2018);
• Zborul. Vis și destin (de poetul pilot George Ioana: prólogo, notas; cuidado de la edición, Ed. Eikon, București, 2018);
• Existență sau non-existență (de Lee Kuei-shien, din engleză, Ed. 24:ore, Iași, 2019), prólogo, notas, cuidado de la edición;
• Libertăți în diversitate (Libertades en diversidad, de Lee Kuei-shien, Ed. Pelerin, 2019) (prólogo, edición);
• Nicolae Popescu – Omul • Matematicianul • Mentorul (El hombre • El matemático • El mentor (Editorial de la Universidad de Bucarest, segunda edición, 2021), prefacio, notas, edición; 
• Elemente de teoria algebrică a numerelor (Elementos de teoría algebraica de números, de Nicolae Popescu, Editorial de la Universidad de Bucarest, segunda edición, 2021; primera edición: 1969), prefacio, cuidado de la edición) (con Victor Alexandru)
• Adunarea râurilor (La asamblea de los ríos, de Luciano Maia, Ed. Pelerin, București, 2021) (prólogo, notas, cuidado de la edición);
• Micul prinț, prietenul meu (El Principito, mi amigo, de András Bandi, Ed. Pelerin, 2021) (prefacio, edición);